# Яценко Іван Фомич
Іва́н Фоми́ч Яце́нко (нар. 1859, Миколаїв — пом. 24 грудня 1896, Одеса) — архітектор Російської імперії, працював в Одесі в стилі неоренесансу, необароко.

## Життєпис
Іван Фомич Яценко народився 1859 року. Закінчив реальні училища в Миколаєві і Одесі. Надалі, у 1880—1886 роках навчався у Санкт-Петербурзькому інституті цивільних інженерів, де здобув відповідне звання за І-м розрядом.
З 1888 року працював понадштатним техніком будівельного відділу Одеської міської управи. Серед десятків зведених ним в Одесі споруд — богоугодні центри, церкви, міська грязелікарня, дитячий курорт у парку на Хаджибейському лимані, житловий будинок редактора «Одесского листка» Василя Навроцького на вулиці Ланжеронівській, готель «Версаль» на розі Грецької вулиці та Красного провулка.
З 1888 року був членом і брав участь у роботі Одеського відділення Імператорського Російського технічного товариства. У 1892 році брав активну участь у роботі І з'їзду російських зодчих.
У 1893 році Яценко мешкав у будинку Раллі на Дерибасівській вул., 9, а у межах 1895—1896 років переїхав у будиок Стамбурського на вул. Новосельського, 99 (тоді № 57).
Був похований на Першому Християнському цвинтарі Одеси. 1937 року комуністичною владою цвинтар було зруйновано. На його місці був відкритий «Парк Ілліча» з розважальними атракціонами, а частина була передана місцевому зоопарку. Нині достеменно відомо лише про деякі перепоховання зі Старого цвинтаря, а дані про перепоховання Яценка відсутні.

## Проекти
- Міська грязелікарня на Хаджибейському лимані;
- Міський дитячий курорт в парку на Хаджибейському лимані;
- Прибутковий будинок Верготі, 1887 р., на розі Великої Арнаутської, 6 і Канатної (розібраний);
- Кілька будинків на Молдаванці у 1887 р.;
- Житловий будинок, 1887 р., Лідерсовський бульв., 14 (невірна адреса, розташування споруди невідоме);
- Житловий будинок, 1887 р., Старопортофранківська вул., 87;
- Житловий будинок, 1887 р., вул. Колонтаївска вул., 14 (не зберігся);
- Прибутковий будинок Трушевської, 1888 р., Канатна вул., 54 (розібраний);
- Житловий будинок, 1890 р., Князівська вул., 19 (пам'ятка архітектури);
- Два 2-поверхових будинки (по краям ділянки) для причту Грецької церкви, 1890 р. Катеринінська вул., 55 (пам'ятки архітектури);
- Будинок Навроцького - редакція «Одеського листка», 1891 р., Ланжероновська вул., 8 (пам'ятка архітектури);
- Житловий будинок, 1891 р., вул. Адмірала Лазарева, 4;
- Спиридонівське відділення Міської богадільні, вул. Генерала Цветаєва, 1 (на кошти Черепанникова);
- Нове відділення Міської богадільні, вул. Генерала Цветаєва, 1 (на кошти Маразлі);
- Адміністративний корпус Міської богадільні, 1892 р., вул. Генерала Цветаєва, 1 (на міські кошти)[2]
- Прибутковий будинок Летніка, 1893 р., Єврейська, 57 / Преображенська (пам'ятка архітектури);
- Перебудова житлового будинку, 1893 р., Садова вул.,  / Дворянська вул.  (пам'ятка архітектури);
- Перебудова фасадів будинку П. К. Ларіонова з готелем «Версаль», 1894 р., Грецька, 42 і Красний провулок (пам'ятка архітектури);
- Перебудова складів та надбудова для Валіховського притулку, 1895 р. Валіховський пров., 6 (на міські кошти) (пам'ятка архітектури)[8];
- Прибутковий будинок Дробинського, 1890-і рр., Катерининська вул., 54 / Успенська (пам'ятка архітектури).

## Галерея

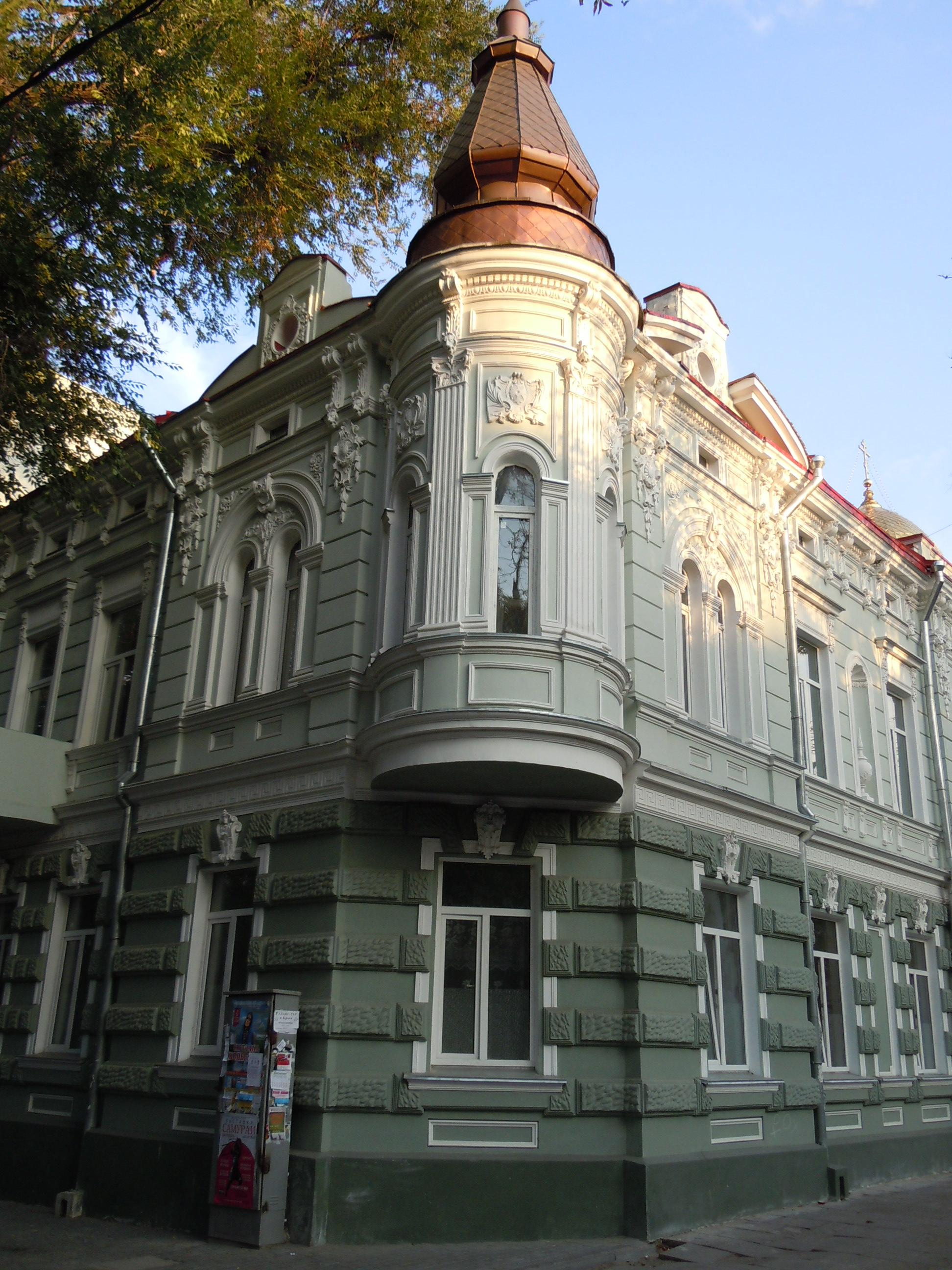
Будинок причту Грецької церкви (на розі з Троїцькою), 1890
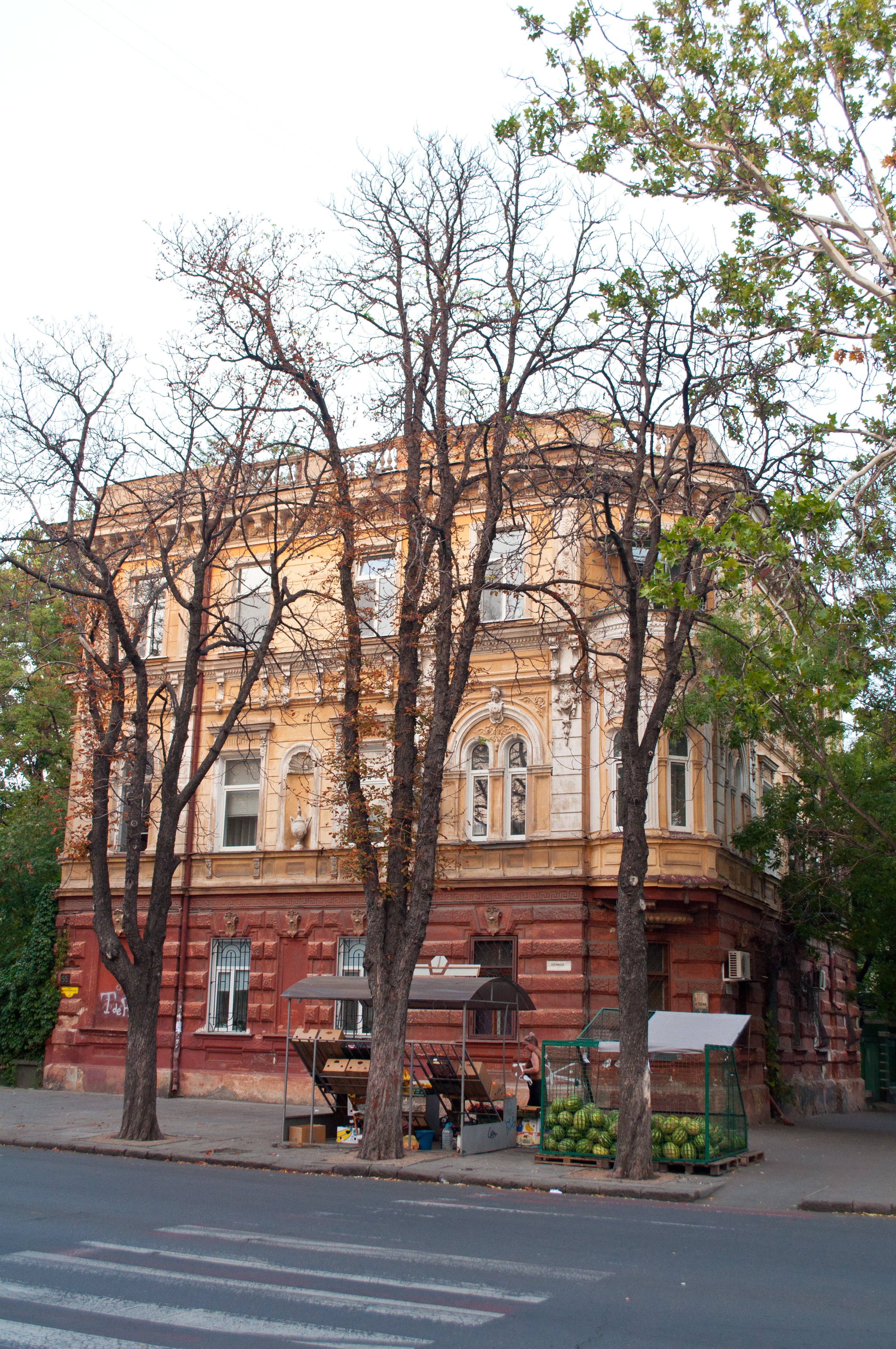
Будинок причту Грецької церкви, 1890 (пізніше надбудований)
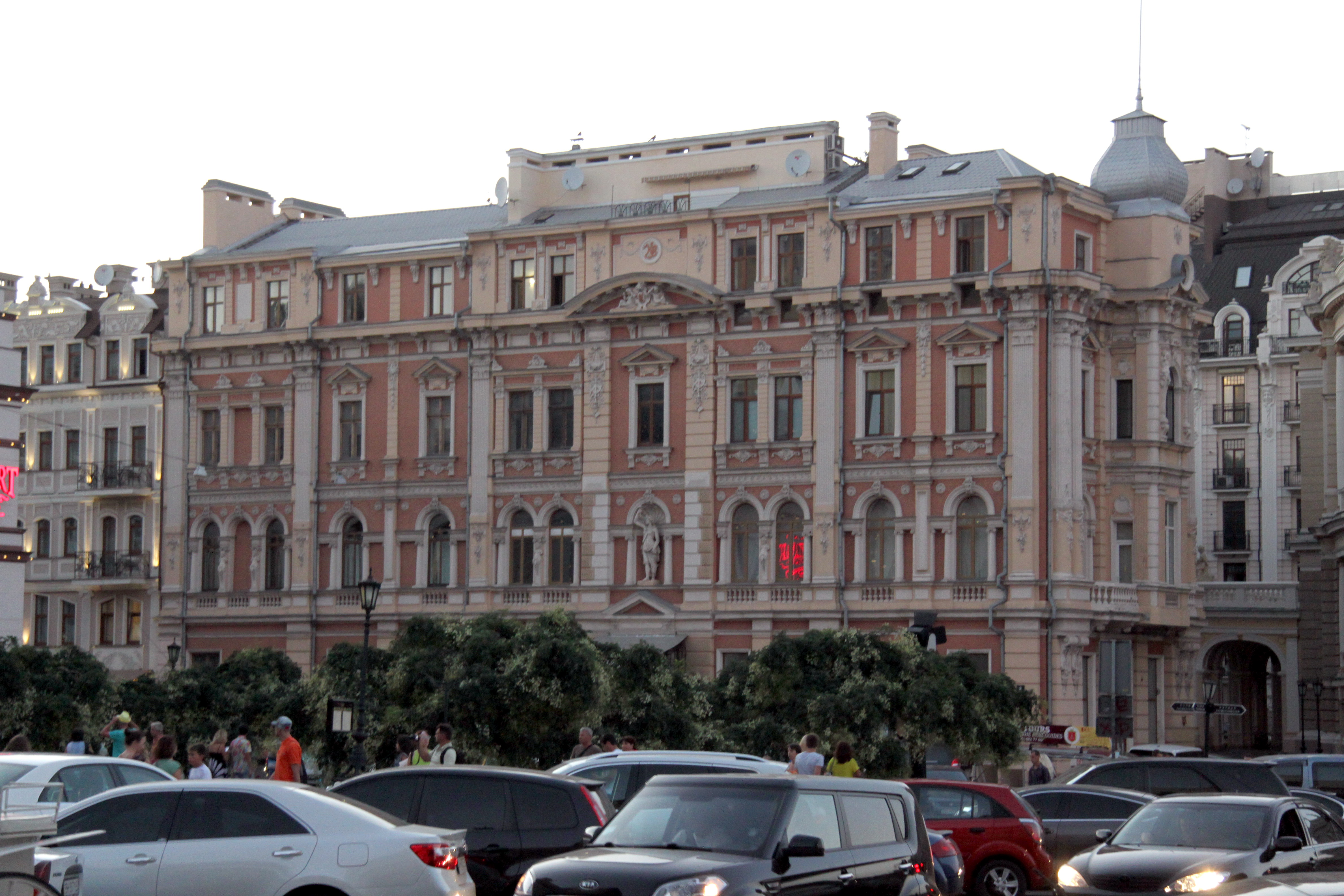
Будинок Навроцького, 1891
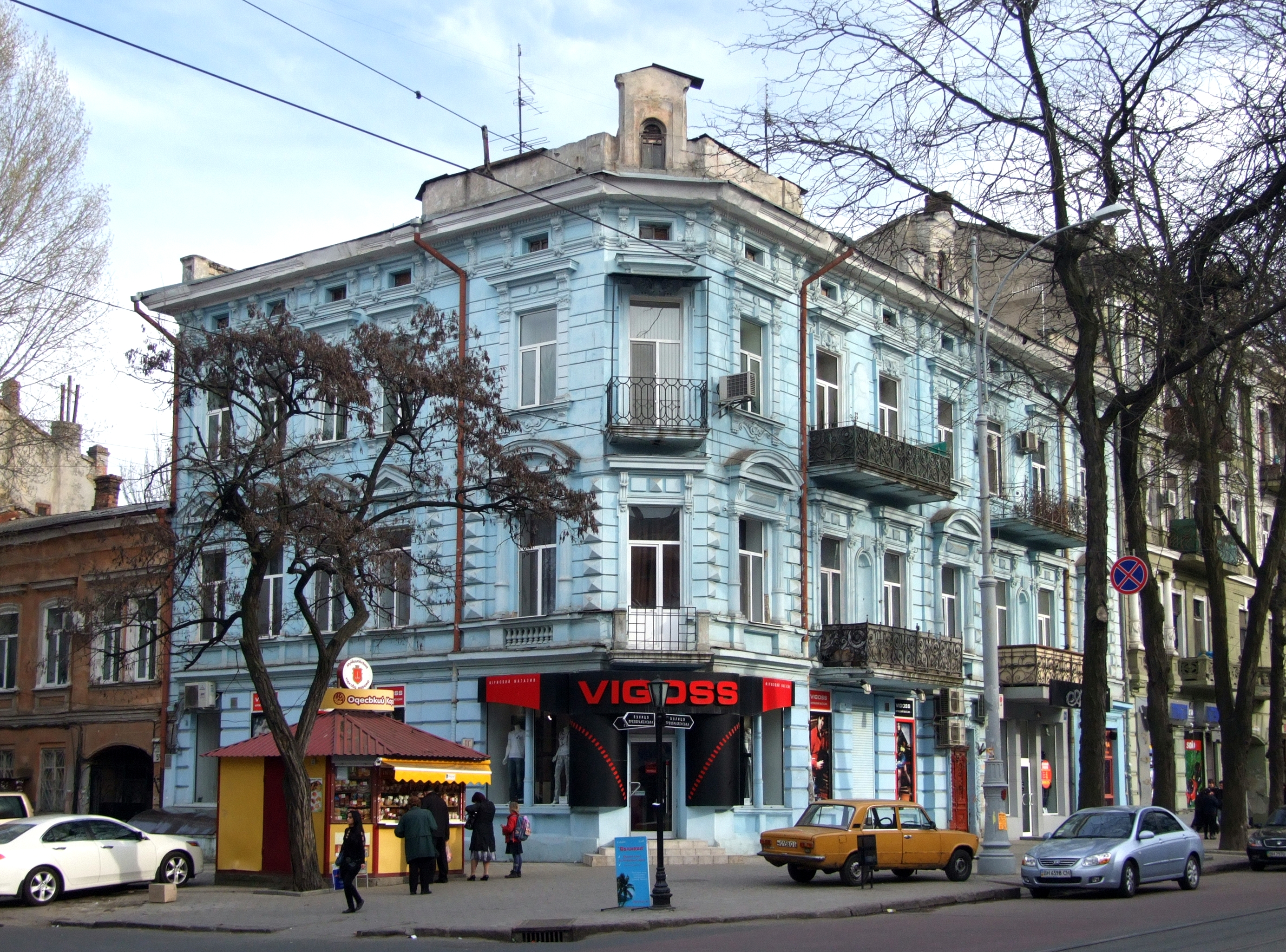
Будинок Летніка, 1893
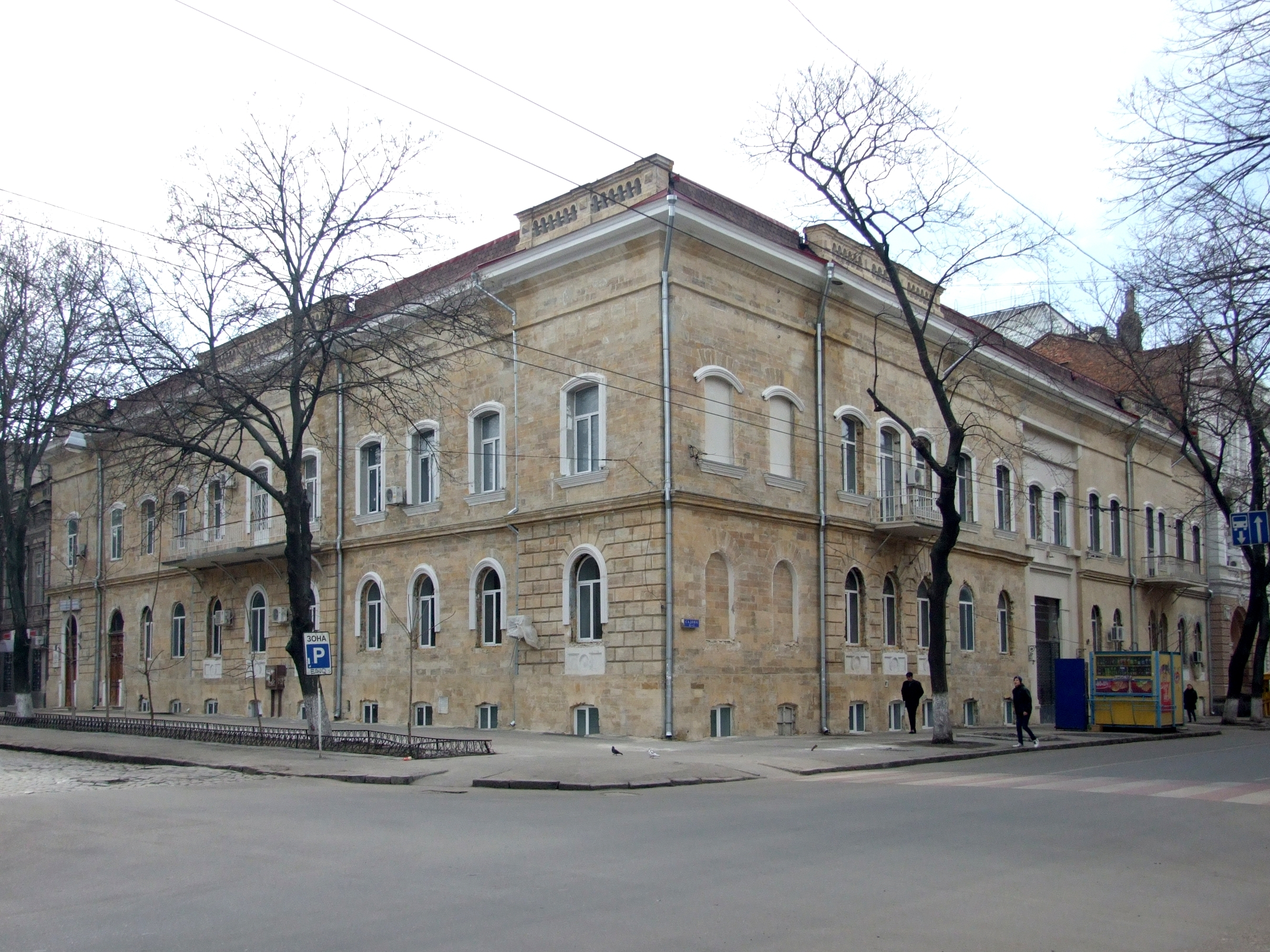
Будинок О. П. Демидової Сан-Донато, перебудова 1893
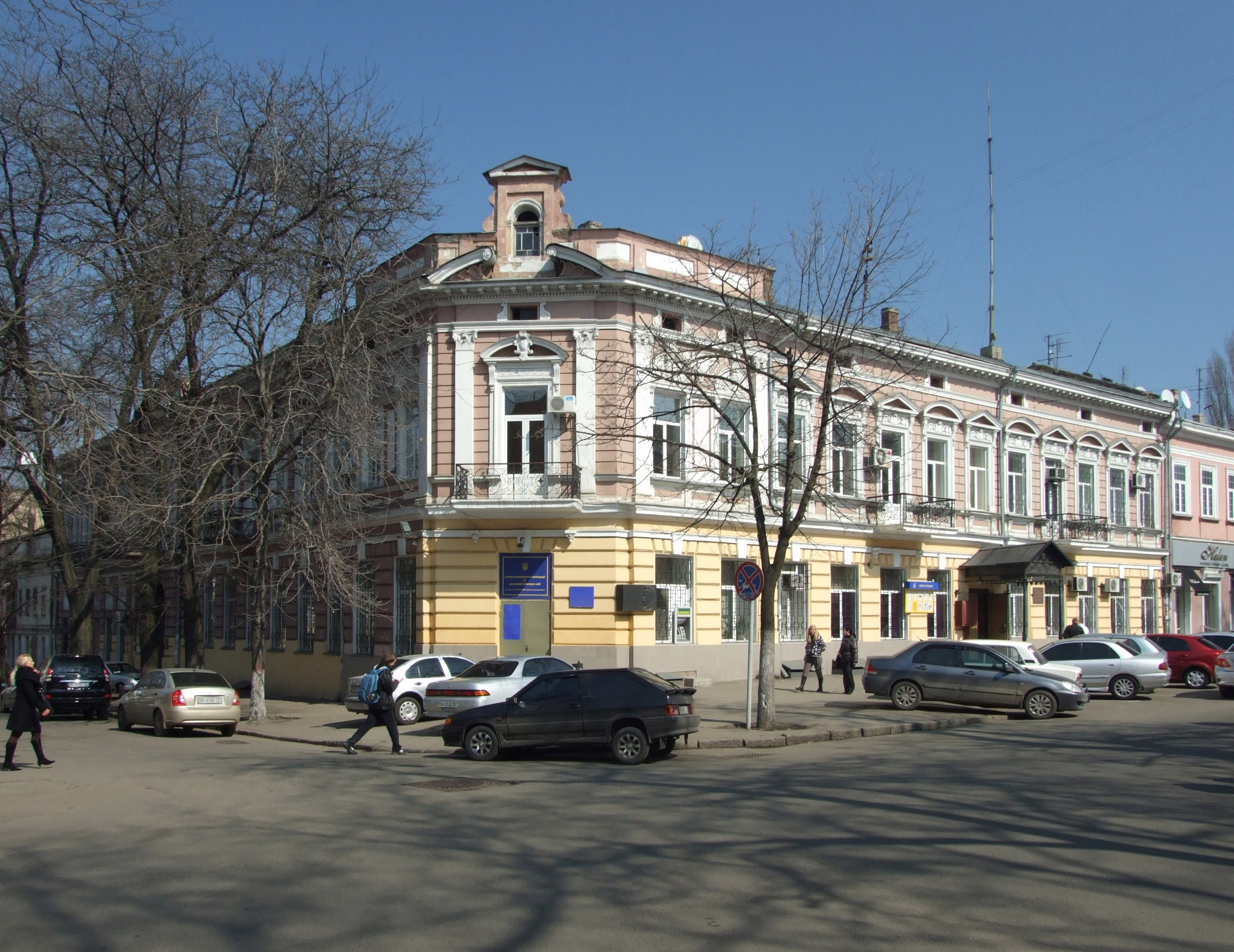
Будинок П. К. Ларіонова, новий фасад 1894
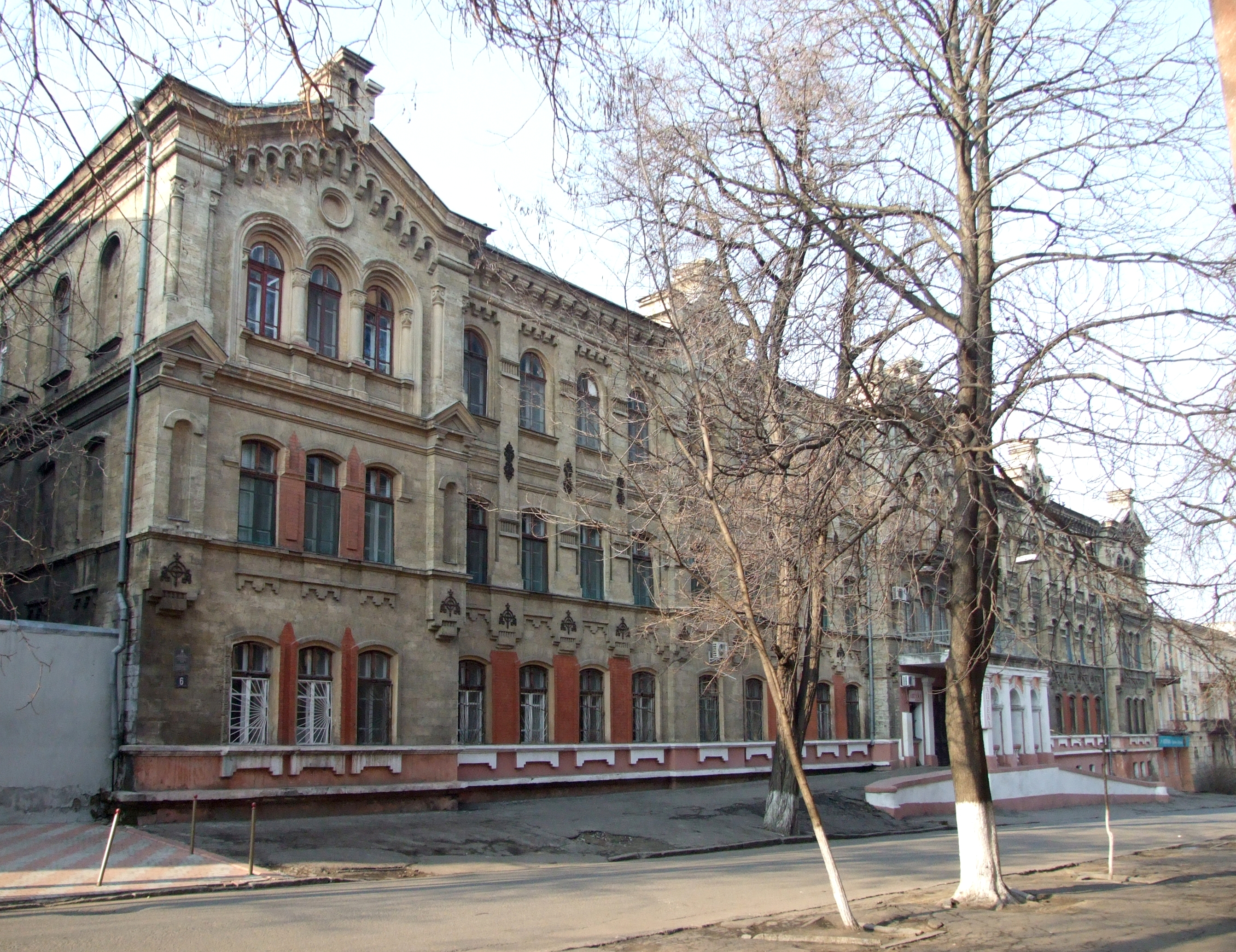
Валіховський притулок, перебудова 1895
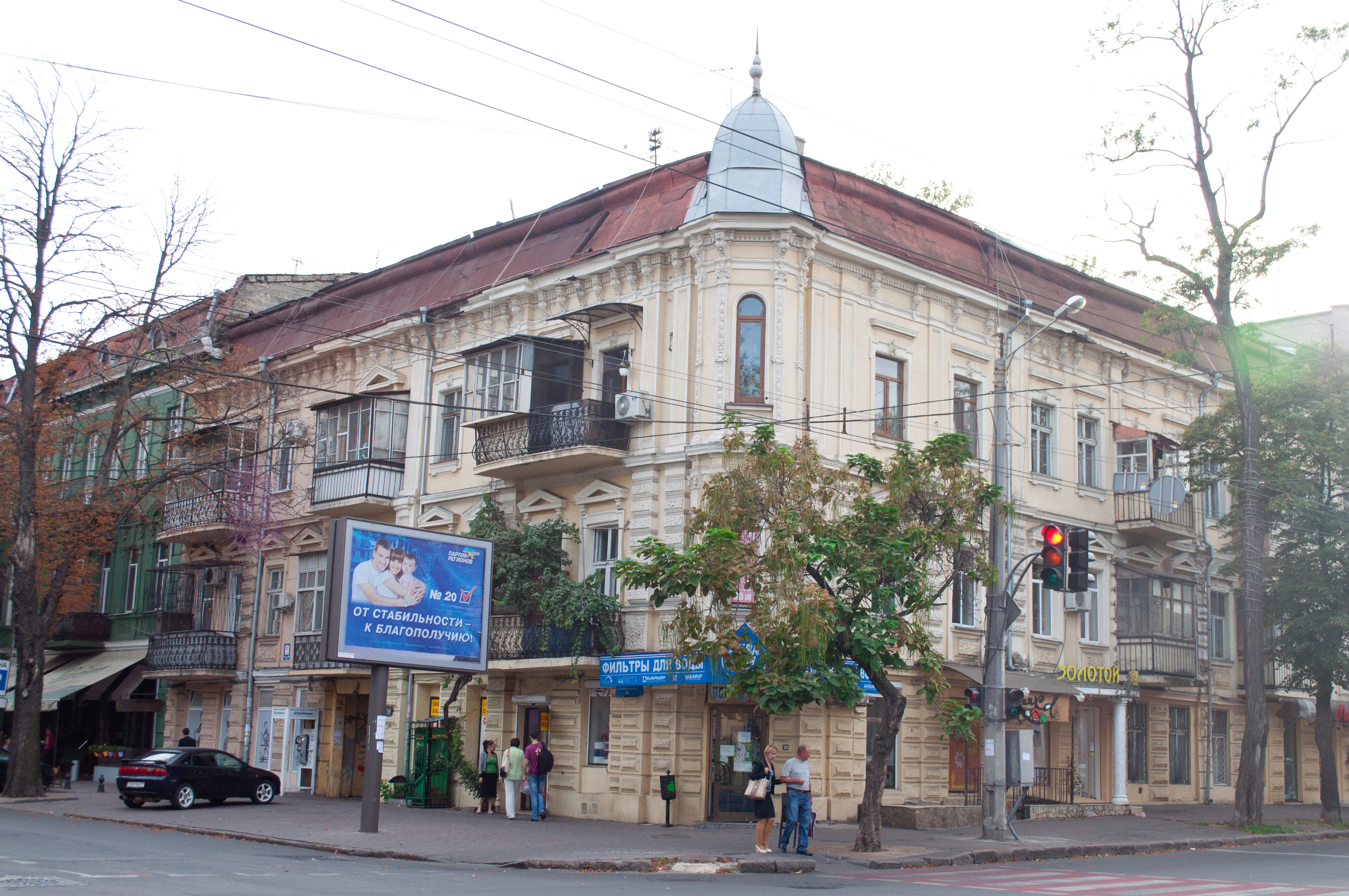
Будинок Дробінського, 1890-і